# Serpa
Serpa es una ciudad portuguesa perteneciente al distrito de Beja, región del Alentejo y comunidad intermunicipal del Bajo Alentejo, con 13 764 habitantes. 

## Geografía
Es sede de uno de los mayores municipios de Portugal, con 1103,74 km² de área y 13 764 habitantes (2021), subdividido en cinco freguesias. El municipio limita al norte con el de Vidigueira, al nordeste con Moura, al este con España, al sur con Mértola y al oeste con Beja.

## Demografía
| Gráfica de evolución demográfica de Serpa entre 1864 y 2021 |
|                                                             |
| Datos según el nomenclátor publicado por el INE portugués.  |

## Símbolos

### Escudo
El blasonamiento del escudo de Serpa es el siguiente. 

De azur, una sierpe alada y nudada de plata, con el vuelo alzado a ambos lados, surmontada de un castillo de plata aclarado de sable. Por timbre corona mural de villa. Por lema "NOTÁVEL VILA DE SERPA".

Las armas de Serpa se tratan de armas parlantes al llevar una sierpe en él.

### Bandera
La bandera de Serpa es una cuadra (bandera cuadrada) cuartelada de blanco y negro cargada con el escudo de Serpa al centro.

## Historia

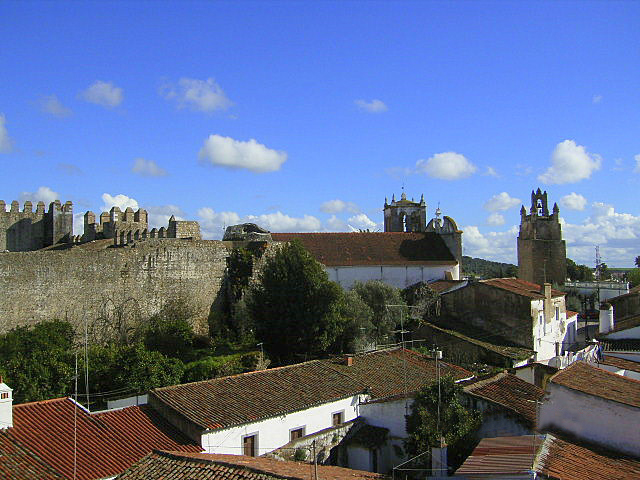
Murallas del castillo

Serpa ya estaba poblada antes del Imperio Romano, sin embargo fueron los romanos los que fomentaron el desarrollo del condado, especialmente a nivel agrícola. En 1166, Serpa fue conquistada a los musulmanes por D. Afonso Henriques, habiéndose perdido varias veces en las constantes luchas de Reconquista.
Fue definitivamente constituida como condado por D. Dinis, quien también hizo reconstruir su castillo y rodeó a Serpa de un conjunto de murallas en 1295.
En 1513, Serpa recibe carta foral por parte de D. Manuel quien, antes de ser rey, había sido señor de Serpa. Esta carta habla poco de la organización y de la actividad política y social del municipio. Insiste principalmente en la carga fiscal. En cualquier caso, la lectura de la carta manuelina sugiere que Serpa fue, a principios del siglo XVI, una ciudad en la que el pastoreo persistió como una actividad de gran relevancia, pero en la que la artesanía y la actividad comercial alcanzaron un alto nivel de desarrollo.
Su ubicación, cerca de la frontera española, causó serios problemas para el desarrollo de este municipio. Con las guerras, Serpa fue casi completamente destruida, incluyendo su fortaleza.
En 1674, el príncipe regente y futuro rey, Pedro II de Portugal, dio a la ciudad el título y los privilegios de "Vila Notável", justificados por el número de residentes (más de 1500), por la nobleza de la gente, muchos hombres prominentes tanto en las letras como en las armas, y por la posición militar estratégica que ocupaba.
Serpa fue elevada a la categoría de ciudad por la ley 71/2003 de 26 de agosto.

## Organización territorial
El municipio de Serpa está formado por cinco freguesias:
- Brinches
- Pias
- Serpa (Salvador e Santa Maria)
- Vila Nova de São Bento e Vale de Vargo
- Vila Verde de Ficalho